# کویر مرنجاب

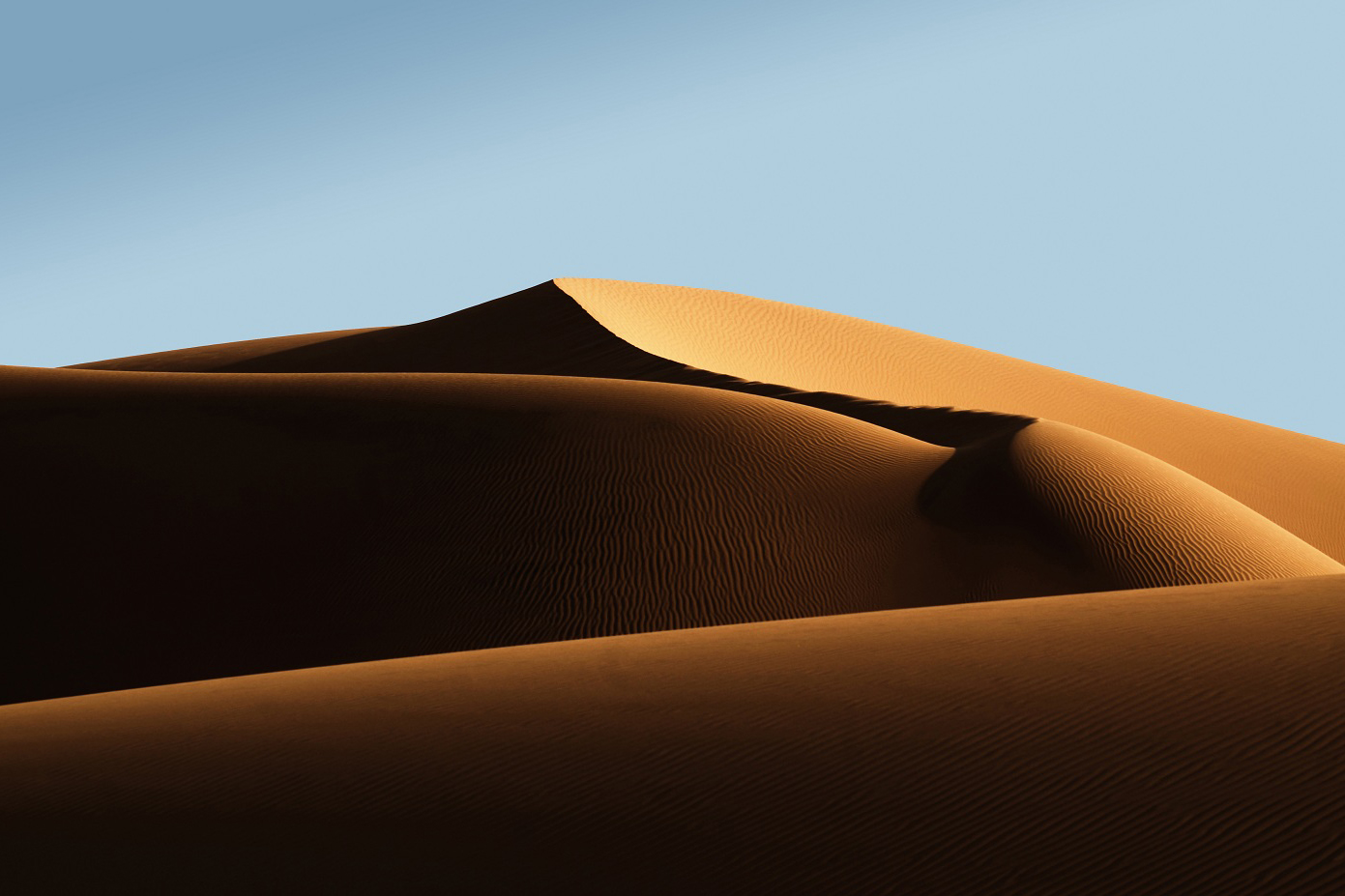
کویر مرنجاب

کویر مرنجاب آران و بیدگل در شمال شهرستان آران و بیدگل در استان اصفهان قرار دارد. این کویر از شمال به دریاچه نمک آران و بیدگل، از غرب به کویر مسیله و دریاچه‌های نمک حوض سلطان و حوض مره، از شرق به کویر بند ریگ و پارک ملی کویر و از جنوب به شهرستان آران و بیدگل محدود می‌شود.
ارتفاع متوسط کویر مرنجاب از سطح آبهای آزاد در حدود ۸۵۰ متر می‌باشد.

## پوشش گیاهی
عمده پوشش گیاهی منطقه شامل گیاهان شورپسند از جمله درختهای گز، تاغ، بوته‌های قیچ، ارته، اسکنبیل، دم گاوی است.

## پوشش جانوری
پوشش جانوری منطقه به دلیل وجود آب و غذای فراوان بسیار غنی است. از جمله حیوانات موجود می‌توان به گرگ، شغال، کفتار، روباه شنی، گربه شنی، بزمجه، آفتاب‌پرست، انواع مارمولک، مار، عقرب، تیهو، عقاب، شاهین اشاره کرد. در سال اخیر یک جفت یوزپلنگ نیز در منطقه مرنجاب مشاهده شده است. به گفته ساکنان محلی هم‌اکنون ۲۹۱ قلاده یوزپلنگ در این منطقه وجود دارد.

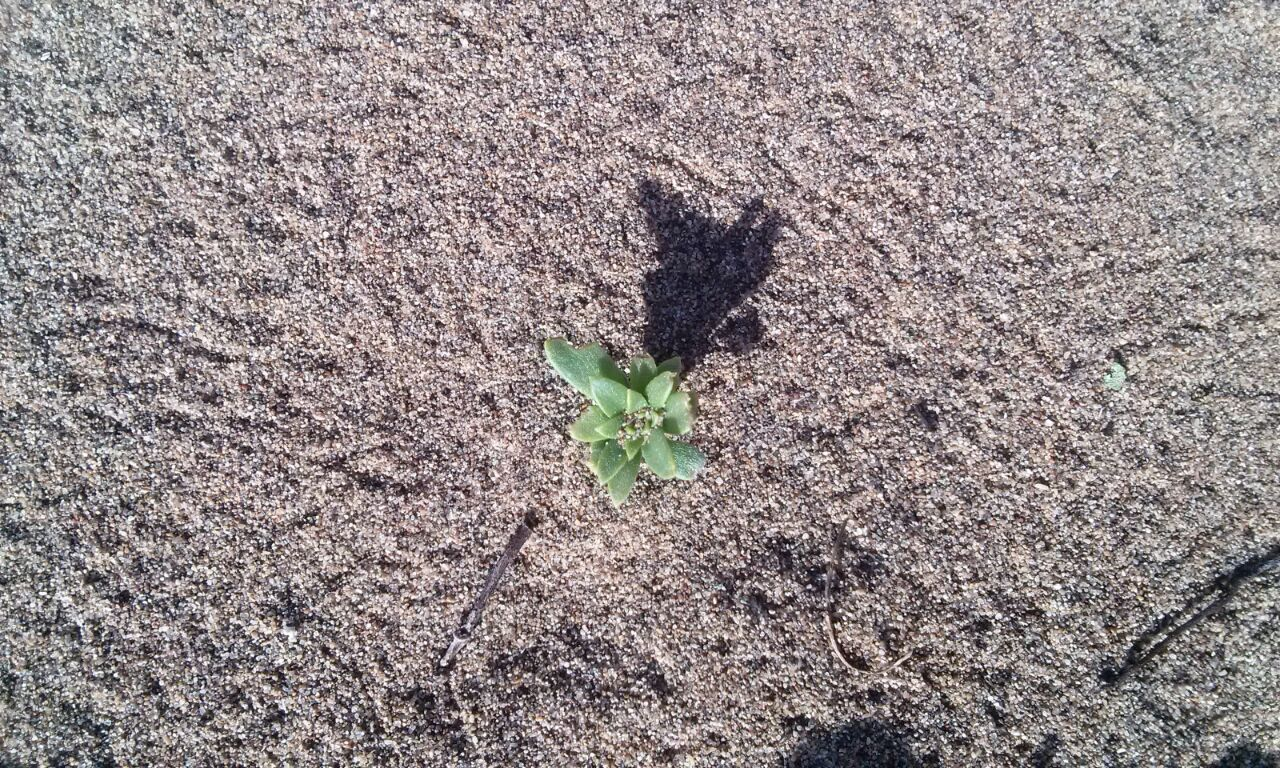
رشد گیاهان در حاشیه کویر مرنجاب

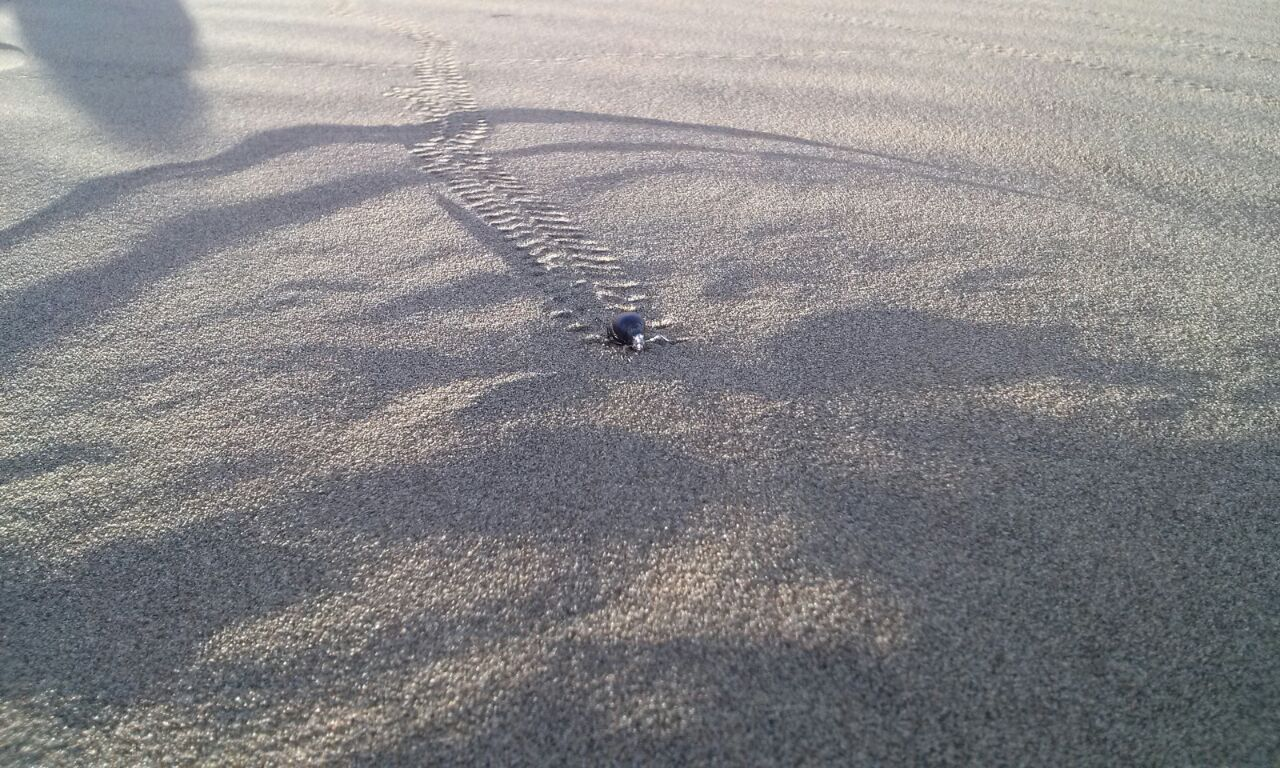
موجودات زنده در دل کویر مرنجاب

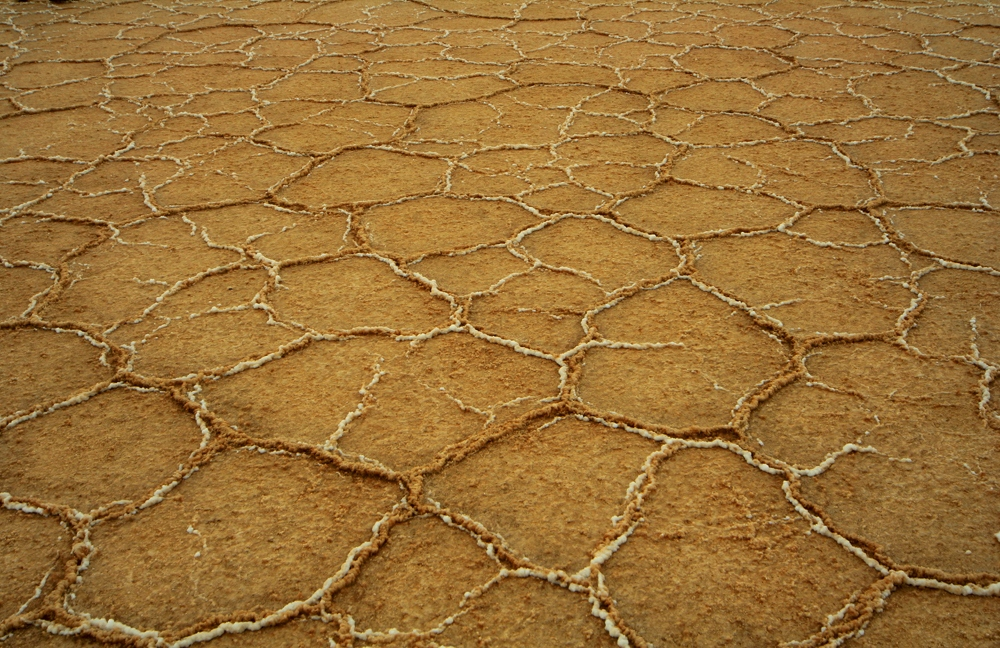
کف کویر

## نقاط دیدنی

گردشگران در تپه‌های بیابانی منطقه مرنجاب آران و بیدگل

کویر مرنجاب یکی از نقاط کویری ایران با تپه‌های ماسه‌ای بلند و درختان تاغ است. دریاچه نمک آران و بیدگل و جزیره سرگردان از دیگر نقاط منطقه محسوب می‌شوند.
لازم است ذکر شود جزیره سرگردان در کویر، به جز یک یا دو ماه از سال که به دلیل بارندگی در منطقه، قابل مشاهده می‌شود، در سایر ایام سال به نمکزار تبدیل می‌گردد.
چاه تاریخی دستکن در قسمت شرق کویر، محل آبشخور شترهای کاروان‌ها بوده است. قلعه مرنجاب، کاروانسرایی است در کویر که در مسیر راه ابریشم قرار دارد و کاروانها برای سفر به خراسان، اصفهان، ری و بالعکس از این مسیر می‌گذشتند. همچنین منطقه بیابانی ریگ شق (در گویش محلی رق شق) منطقه‌ای بیابانی شمال شهرستان بادرود اصفهان، ادامه ریگزار بزرگ بند ریگ است، ارتفاع بلندترین تپه‌های ماسه‌ای ریگ شرق حدوداً ۷۰ متر می‌باشد.
،
دربارهٔ دلیل ساخت این قلعه و کاروانسرا در کنار دریاچه نمک، نقل است که شاه عباس با وجود ایجاد کاروانسرا و قلعه‌های متعدد در سراسر کشور، در این منطقه تأسیسات دفاعی تعبیه نکرده بود، چون تا آن زمان دشمنان به خاطر دریاچه نمک و گستره کویر، از این سوی به پایتخت هجوم نبرده بودند.
حمله ازبک‌ها و افغان‌ها از طریق دریاچه نمک به کاشان که تا اصفهان پیش رفتند، شاه عباس را به صرافت انداخت تا در سال ۱۰۱۲ قمری سریعاً یک پایگاه نظامی در این منطقه ایجاد کند و جلوی تهدید را بگیرد. بالای کاروانسرا به شکل سنگرهای دیدبانی است و ذکر شده است که همیشه ۵۰۰ پاسدار مسلح در قلعه حضور داشتند و امنیت عبور کالا از چین به اروپا و بالعکس را در این منطقه تأمین می‌کردند.

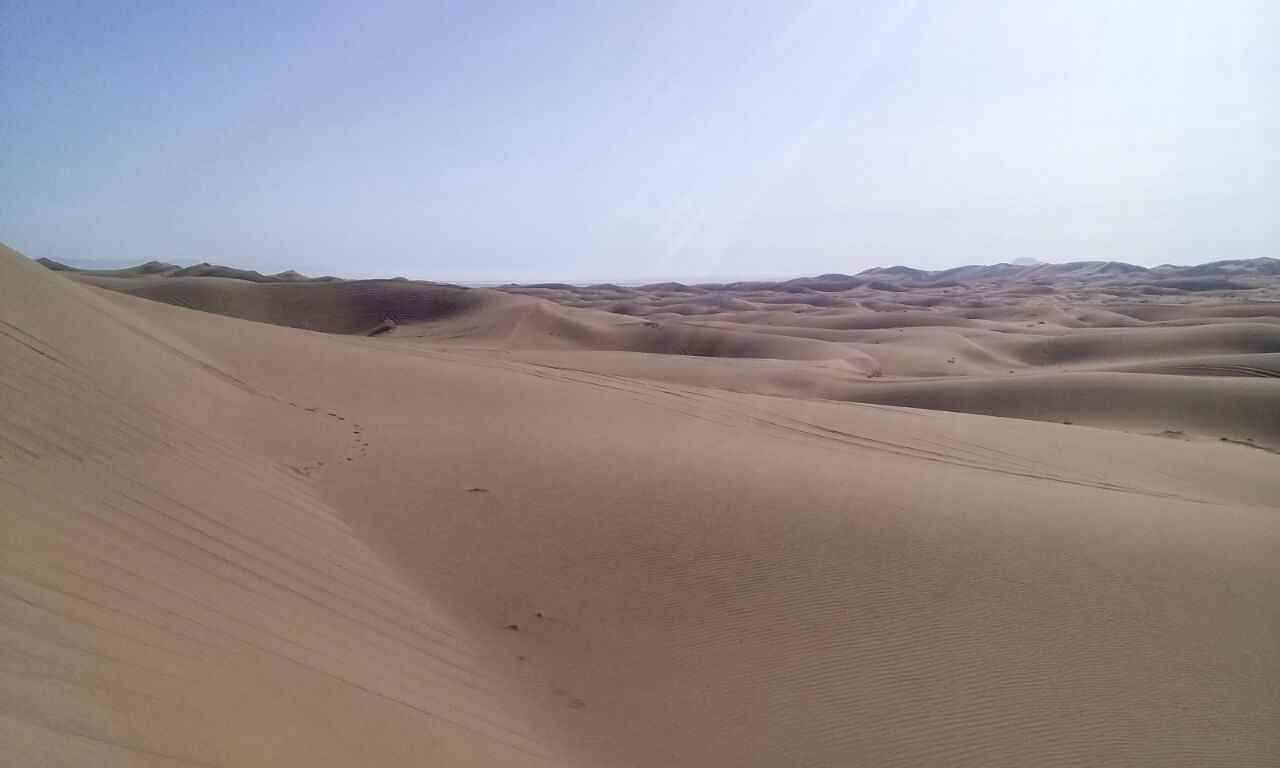
نمایی از کویر مرنجاب

قنات کنار کاروانسرا که برکه بزرگی به وجود آورده است، آب شیرین دارد و این در کویر نمک و شوره‌زار یک پدیده بسیار منحصر به فرد است.

## کاروانسرای مرنجاب
شاه عباس صفوی در راستای سلسله کاروانسراسازی‌هایی که در مسیرهای اصلی و پر رفت‌وآمد می‌ساخت، دستور ساخت کاروانسرای مرنجاب را بر روی تپه‌ای، کنار چشمه و قنات آب شیرین و جنوب دریاچهٔ نمک صادر کرد؛ بنابراین خضر نهاوندی، که در آن زمان حاکم کاشان بود، همت کرد و کاروانسرای آجری مرنجاب را برپا کرد. کاروانسرا هم نقش استراحتگاه را داشت و هم نقش پاسداری از راه پر رفت‌وآمدی که اصفهان پایتخت را به مشهد وصل می‌کرد.
کاروانسرای مرنجاب در موقعیت جغرافیاییِ’۷و °۳۴ عرض جغرافیایی و ’۴۸و °۵۱ طول جغرافیایی، در ارتفاع ۸۱۰ متری از سطح دریای آزاد در حاشیه جنوبی دریاچه قم واقع شده است. بیرون قلعه برکه‌ای وجود دارد که آب آن از دو چشمه آب شور و آب شیرین تأمین می‌شود و این دو چشمه با هم به سطح زمین می‌آیند که در عین حال وجود یک چشمه آب شیرین در کویر نمک، باعث تعجب بسیاری از زمین شناسان گشته است. مرنجاب از دهستان کویرات شهرستان آران و بیدگل و در ۵۰ کیلومتری شمال شرق مرکز این شهرستان قرار دارد.

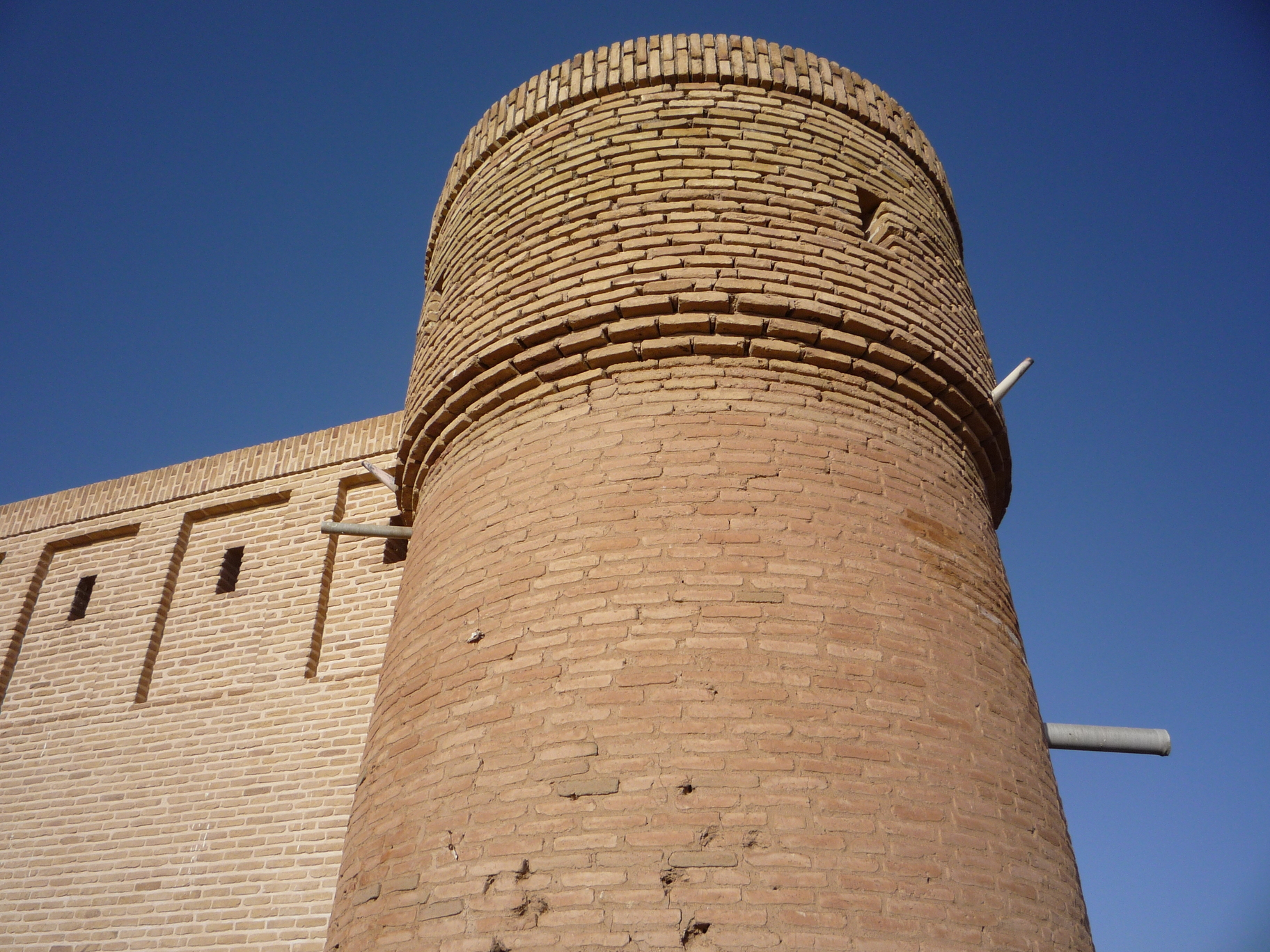
کاروانسرای (قلعه) مرنجاب

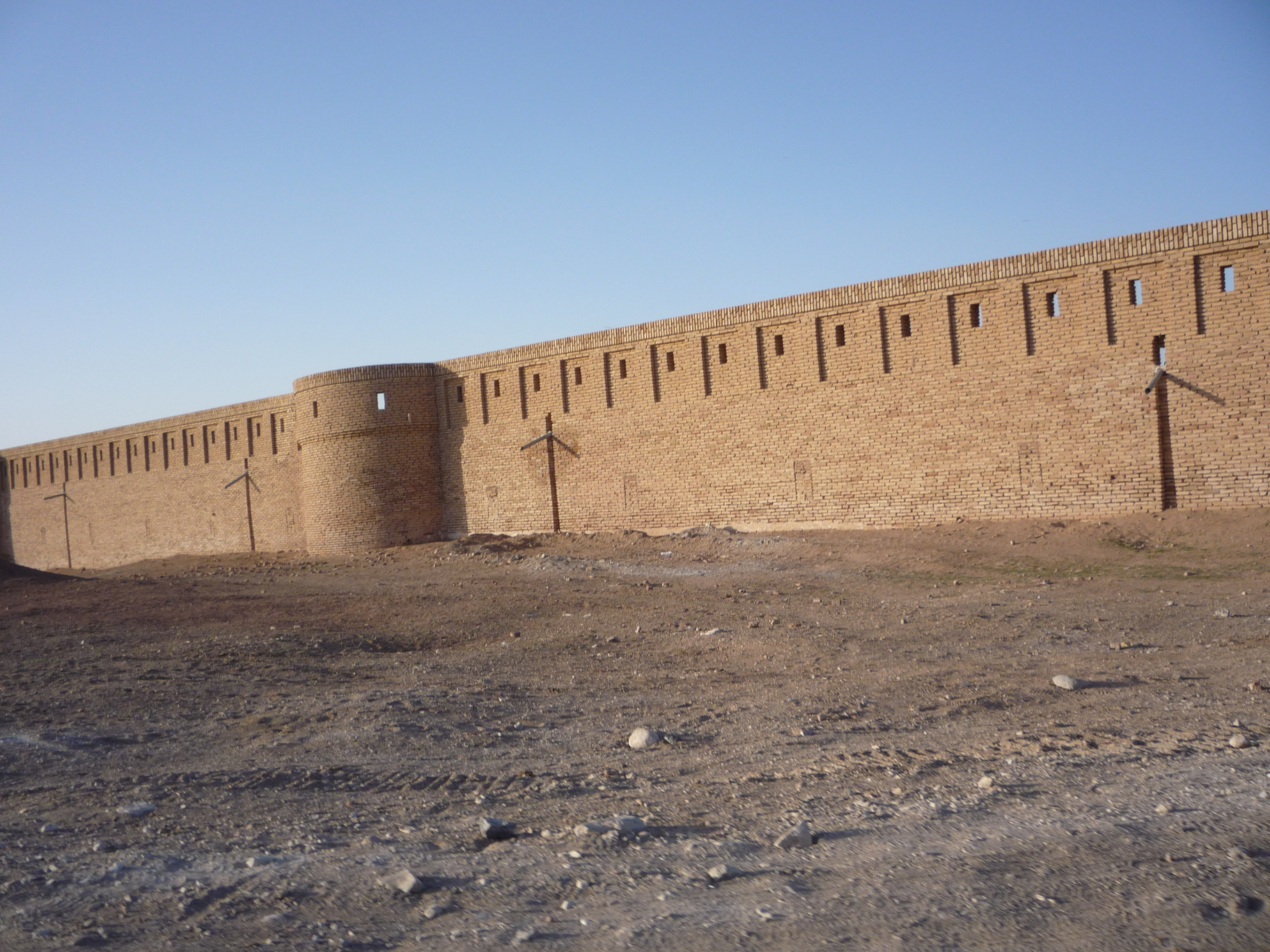
کاروانسرای (قلعه) مرنجاب

| مرنجاب باشد وه اردشیر     |  | بجا مانده از دودمان دلیر    |
| به هر گوشه‌ای خسروی پایمرد |  | به چشمان دشمن به پا کرد گرد |

## راه‌های ورود به منطقه
مسیر اول: مسیر شهر آران و بیدگل به سمت پادگان ارتش و سپس جاده خاکی مرنجاب که پس از طی مسافتی در حدود ۴۵ کیلومتر به مرنجاب می‌رسد
مسیر دوم: مسیر پارک ملی کویر است که از پیشوا آغاز شده و سپس مبارکیه (۱۵ ک. م) - قصر بهرام (۶۰ ک. م) - کاروانسرای سفیدآب (۸۰ ک. م) - و سپس مرنجاب (۵۰ ک. م) می‌باشد. شایان ذکر است تردد در این جاده تا سفیدآب نیاز به مجوز از سازمان حفاظت از محیط زیست استان سمنان دارد.
مسیر سوم: مسیر آران و بیدگل به ابوزیدآباد و سپس کاروانسرای سفیدآب و مرنجاب می‌باشد.

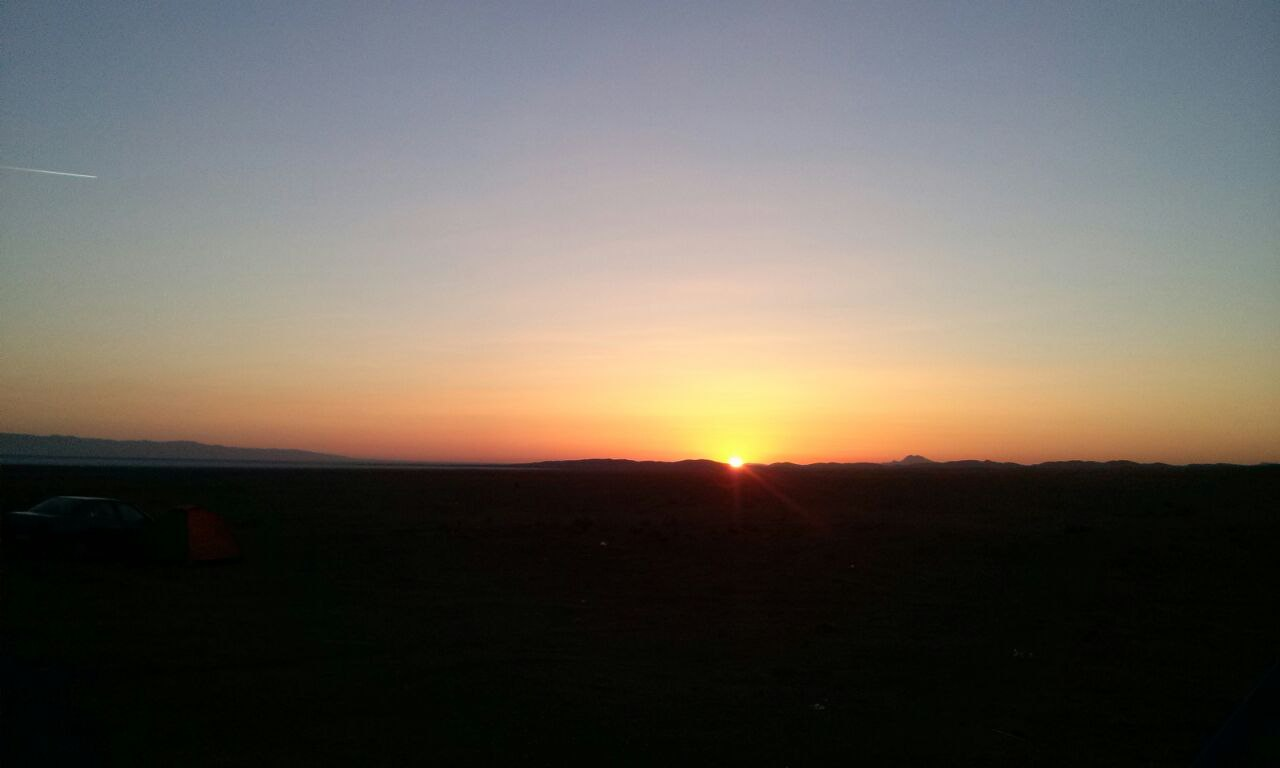
طلوع خورشید در کویر مرنجاب